# المرصد الكردي لحقوق الإنسان
المرصد الكردي لحقوق الإنسان منظمة مستقلة تأسست في كانون الثاني/ يناير 2018 مع اندلاع الحرب التركية على مدينة عفرين الكردية شمال سوريا.

## التأسيس
تأسس المرصد الكردي في كانون الثاني/ يناير 2018، في دولة السويد، بمبادرة جماعية من مجموعة شابات وشباب طموحين في سعيهم لنشر ثقافة حقوق الإنسان وتوثيق الانتهاكات في المناطق التي تعمل على تغطيتها.
ويعمل فيه مجموعة من الناشطات والناشطين والحقوقيين والمراسلين الصحفيين المنتشرين في مدن «عفرين، حلب، قامشلو، الحسكة، كوباني».

## المهام
يسعى المركز لنقل صورة حقيقية للمجتمع الدولي والمنظمات الدولية فيما يتعلق بالانتهاكات التي تحدث بحق السوريين في مناطق سيطرة الاحتلال التركي.
ويعمل المرصد على توثيق الجرائم التي ترتكبها الميليشيات الإرهابية الموالية لتركيا بحق الشعب الكردي في مدينتي عفرين وسري كانيه /رأس العين بشكل مهني لنقل معاناة الأهالي وإيصال صوتهم إلى الجهات الدولية المعنية، ولفضح الانتهاكات والممارسات التي تقوم بها الدولة التركية وميلشياتها أمام العالم.
نعمل على تغطية كافة أنواع الانتهاكات المقابر والمزارات الدينية، انتهاكات حقوق الإنسان، انتهاكات حقوق الطفل والمرأة، انتهاكات الملكية، انتهاكات التغيير الديمغرافي.
كما يسعى «المرصد الكردي لحقوق الإنسان» لنقل الصورة الحقيقية لما يتعرض له المجتمع السوري عامة والكردي خاصة من انتهاكات إلى المجتمع الدولي والمنظمات الدولية.

## الهدف
يهدف المرصد من خلال مراسليها المنتشرين في شمال وشرق سوريا إلى الوصول لضحايا الانتهاكات بشكل مباشر لنقل الحدث بكل شفافية ومهنية على لسان المعنيين سواء أكانوا ضحايا أو متهمين.
كما يسعى المرصد عبر شبكة مراسليه للوصول إلى معلومات خاصة وقصص من داخل الميليشيات الموالية لتركيا والتي لا يتورع عناصرها عن التباهي بجرائمهم والاعتراف بها مقابل بعض الدولارات.
المهمة الأساسية للمرصد الكردي لحقوق الإنسان هو أن يكون صوتًا لمن لا صوت له، ومنبرا لمن لا منبر له وينقل الحدث بكل شفافية ومهنية على لسان الأطراف الفاعلة، سواء أكانوا ضحايا أو متهمين.

## ميدان العمل
يعمل المرصد الكردي حالياً على تغطية الأحداث في مدن «عفرين، حلب، قامشلو، الحسكة، كوباني»، وتخطط لعمل في كل المدن السورية مستقبلاً وخاصة العاصمة السورية دمشق.

## المنهجية
يعتمد المرصد في عمله على المنهجية العلمية والمصداقية حيث يسعى من خلال مراسليه المنتشرين في شمال وشرق سوريا إلى الوصول لضحايا الانتهاكات التركية بشكل مباشر أو إلى أحد أقاربه من الدرجة الأولى أو على الأقل مصدرين من أهل المنطقة ممن كانوا شهود على الانتهاك.
يلتزم المرصد في عمله بأخلاقيات مهنة الصحافة ومواثيق الشرف وقواعد السلوك المهني، ويلتزم بالقوانين والمواثيق الدولية فيما يتعلق برفض مبادئ التمييز العنصري، والتعصب بجميع أشكاله، ويناضل في سبيل المبادئ العادلة وحق الشعوب في تقرير مصيرها وحق الأفراد في الحرية والكرامة.
ويعتمد المرصد في التوثيق على النصوص المكتوبة والمسجلة والمصورة والمرئية بحيث تكون الوقائع المنشورة أكثر مصداقية وبما يعزز مصداقية الوقائع المنشورة على صفحاته لدى الجهات الدولية.
ينطلق المرصد الكردي لحقوق الإنسان من إيمانه الكامل بحق الإنسان في العقيدة، والدفاع عن الأقليات الدينية والقومية المنتشرة في مناطق شمال وشرق سوريا والتي تتعرض لاستهداف مباشر من جانب الدولة التركية وميلشياتها بما يخالف الإعلان العالمي لحقوق الإنسان.

## التمويل
يرفض المرصد الكردي أي نوع من التبعية لأي دولة أو جهة سياسية أو عسكرية ولا يسعى لأي ربح مالي.

## وصلات خارجية
الموقع الرسمي المرصد الكردي لحقوق الإنسان